# أغاسي خانجيان
أغاسي خانجيان (بالأرمينية Աղասի Խանջյան، بالروسية Агаси Гевондович Ханджян) (ولد 30 يناير 1901، توفي 6 يوليو 1936) كان أول أمين عام للحزب الشيوعي الأرميني و ذلك من ماي 1930 إلى يوليوز 1936.
تمت تصفيته من طرف عناصر سوفييتية موالية لستالين.